# NGC 1874
NGC 1874 је расејано јато са емисионом маглином у сазвежђу Златна риба које се налази на NGC листи објеката дубоког неба.
Деклинација објекта је - 69° 22' 35" а ректасцензија 5h 13m 11,7s. Привидна величина (магнитуда) објекта NGC 1874 износи 10,4 а фотографска магнитуда 9,0. NGC 1874 је још познат и под ознакама ESO 56-EN84.